# Skärvattnet, Jämtland
Skärvattnet är en sjö i Åre kommun i Jämtland och ingår i Indalsälvens huvudavrinningsområde. Sjön är 12 meter djup, har en yta på 0,461 kvadratkilometer och befinner sig 466,3 meter över havet. Sjön avvattnas av vattendraget Anjeströmmen (Vukumanån).

## Delavrinningsområde
Skärvattnet ingår i det delavrinningsområde (707011-133237) som SMHI kallar för Utloppet av Skärvattnet. Medelhöjden är 501 meter över havet och ytan är 4,72 kvadratkilometer. Räknas de 29 avrinningsområdena uppströms in blir den ackumulerade arean 179,03 kvadratkilometer. Anjeströmmen (Vukumanån) som avvattnar avrinningsområdet har biflödesordning 2, vilket innebär att vattnet flödar genom totalt 2 vattendrag innan det når havet efter 371 kilometer. Avrinningsområdet består mestadels av skog (35 procent) och sankmarker (50 procent). Avrinningsområdet har 0,7 kvadratkilometer vattenytor vilket ger det en sjöprocent på 14,9 procent.